# گمنام (فیلم ۱۹۶۵)
گمنام (انگلیسی: Gumnaam) یک فیلم در ژانر دلهره‌آور به کارگردانی راجا نواته است که در سال ۱۹۶۵ منتشر شد. این فیلم براساس رمان سپس هیچ‌کدام باقی نماندند اثر آگاتا کریستی ساخته شده‌است.

## بازیگران
- ناندا در نقش Asha
- مانوج کومار در نقش Anand / Inspector Anand
- پران در نقش Barrister Rakesh
- هلن در نقش Kitty Kelly
- محمود علی در نقش the butler
- Dhumal در نقش Dharamdas
- Madan Puri در نقش Dr. Acharya
- Tarun Bose در نقش Madhusudan Sharma/ Madanlal
- Manmohan در نقش Kishan
- Laxmi Chhaya در نقش the masked dancer